# Østre Toten
Østre Toten és un municipi situat al comtat d'Innlandet, Noruega. Té 14.906 habitants (2016) i té una superfície de 562 km². El centre administratiu del municipi és el poble de Lena.
Østre Toten limita a l'oest amb Vestre Toten i al nord amb Gjøvik, Hurdal i Eidsvoll, els dos últims situats al veí comtat d'Akershus. El pic més alt és Torsæterkampen amb una alçada de 841 metres. La majoria de la població viu als pobles de Skreia, Kapp, Kolbu, Lensbygda i Lena.

## Agermanaments
Østre Toten manté una relació d'agermanament amb les següents localitats:
- – Jammerbugt, Regió de Nordjylland, Dinamarca
- – Kesälahti, Itä-Suomi, Finlàndia
- – Rättvik, Comtat de Dalarna, Suècia